# دیوید گارنر
دیوید گارنر (انگلیسی: David Garner؛ زادهٔ ۹ نوامبر ۱۹۴۱) یک دانشمند در زمینه شیمی معدنی زیستی اهل بریتانیا است. 